# Johannes Geis
Johannes Geis (født 17. august 1993) er en fodboldspiller fra Tyskland, der spiller for Sevilla, udlejet fra Schalke 04. Han har tidligere spillet for Mainz 05.